# Dedinszky Aranka
Dedinai és hodochini Dedinszky Aranka (eredeti neve Dedinszky Aurélia, amelyet később magyarosítottak Arankára) (Makó, 1836. június 24. – Budapest, 1920. március 1.)

## Élete
Dedinszky József 1848–49-es országgyűlési követ, Csanád vármegyei honvédtoborzási kormánybiztos, későbbi alispán testvére. (Lásd még: Dedinszky család.)
Első férje Návay Sándor (Buda, 1831. február 26. – Földeák, 1864. június 14.), aki az 1848-49-es szabadságharc idején Damjanich János parancsőr tisztje, majd Leiningen-Westerburg Károly segédtisztje volt. Házasságuk 10 évig tartott, ezalatt négy gyermekük született.
Második férje Görgey István (Késmárk, 1825. február 21. – Budapest, 1912. január 13.) honvédtiszt, történetíró, Görgei Artúr tábornok öccse. A tábornok végrendeletében egyedüli örökösévé Dedinszky Arankát tette meg, annak ellenére, hogy feleségének, Aubouin Adéle-nak tőle született gyermekei még éltek, és elfogadták atyjuk végrendeletét (még a törvényesen nekik járó kötelesrészről is lemondtak), ezért az egész hagyaték őt illette.
Görgei Arthur végrendelete

„Szüleim után 1600 p. p. forintot örököltem. Ebből, mint huszárfőhadnagy egyenruhát készítettem, lovat vettem. Vagyont szerezni nem voltam képes, de adósságaim nincsenek. Mikor megöregedve, és azért kereset nélkül maradva testvéröcsémnek, Görgey István kir. közjegyzőnek terhére estem: segített e közös bajunkon az ő nemes lelkű felesége Dedinszky Aranka. Ennek bátor felszólalása meggyőzte Tisza Kálmán, akkori miniszterelnököt, hogy miután életben maradt honvéd tábornokok közül életfenntartási segélyben a magyar kormánytól többen részesültek: azt tőlem végképp megtagadni nem méltányos dolog. Hogy azóta a magyar kormány által nekem az 1880-as évek elejétől kezdve adott évenkénti segély összegből, mely eleinte évi 2400 forintot, később pedig 3000 forintot tett ki, gond nélkül élhetek, azt egyedül csak fent nevezett sógorasszonyomnak köszönhetem. Áldja meg érte a Jó Isten mind a két kezével, kedves gyermekeivel, unokáival együtt.

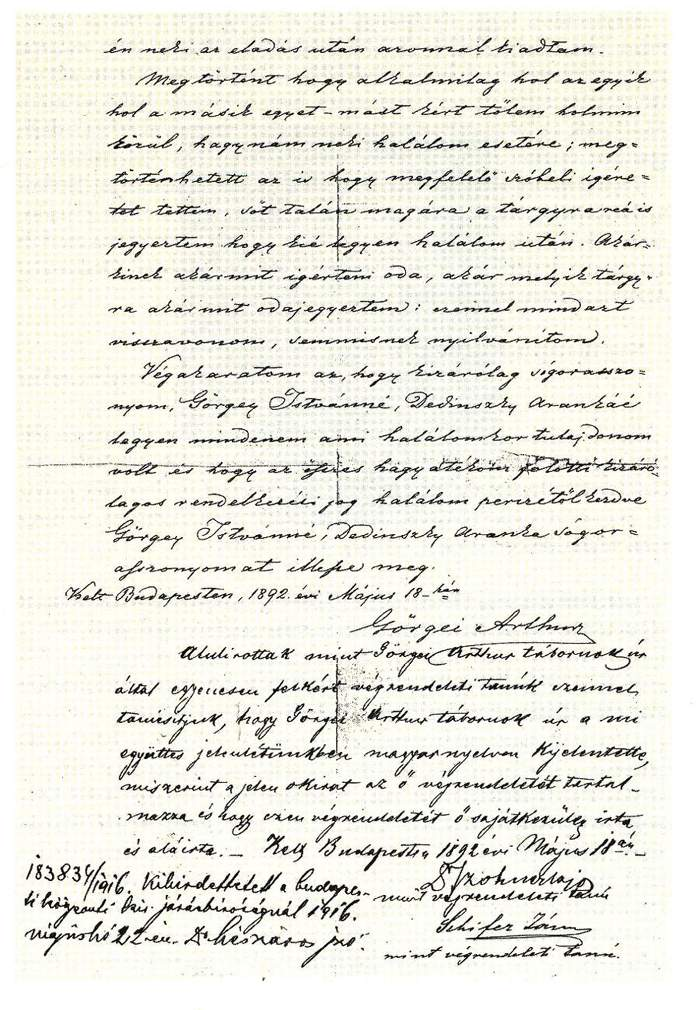
Görgei Arthur aláírása a végrendeletén

Halálom után, ami kevés ingóság marad, melyről nem lehet bebizonyítani, hogy nem az enyém volt életben, azt mind neki, Görgey Istvánné, Dedinszky Arankának hagyom. Úgy szintén neki hagyom azon 41 forint 23 krajcárt, mely összeg 1893. január 2-án lesz esedékes, az "Oesterreichische Allgemeine Versorgungsanstalt" részéről nevemre kiállított 116.432. számú "Rentenschein" [járadéklevél] alapján. Ő is, gyermekei is, időről időre rám szokták bízni készpénzük kezelését, értékpapírjaik, betétkönyveik eltevését. Azon íróasztalnak, melyet sok idő óta én használtam, fiókjában lesz egy nagy tárca. Abban találhatók a reám bízott értékpapírok, kié-kié külön borítékban, mindegyiken tulajdonos neve. Amely borítékra ráírtam "Görgey Istvánné Dedinszky Aranka tulajdona". Abban egyebek közt benne van ama fent említett "Rentenschein" valamint azon 5000 forintról szóló életbiztosítási kötvény is, melynek ő (Görgey Istvánné Dedinszky Aranka) a kedvezményezettje.
Akadhat eltett leveleim közt feleségem, Aubouin Adélenak egyik levele, melyben ő elismeri, hogy nekem 700 forinttal tartozik, elengedem. Őneki ellenben semmi követelése énrajtam, miután Karintiában bírt és később eladott kis házam, (mint 18 évi közös gazdálkodásunk szerzeménye) eladási árának felét én neki, az eladás után azonnal kiadtam. Megtörtént, hogy alkalmilag, hol az egyik, hol a másik egyet-mást kért tőlem holmim közül, hagynám neki, halálom esetére megtörténhetett az is, hogy megfelelő, szóbeli ígéretet tettem, sőt talán magára a tárgyra reá is jegyeztem, hogy kié legyen halálom után, akárkinek akármit ígértem oda, akármelyik tárgyra akármit odajegyeztem: ezennel mindezt visszavonom, semmisnek nyilvánítom. Végakaratom az, hogy kizárólag sógorasszonyom, Görgey Istvánné, Dedinszky Arankáé legyen mindenem, ami halálomkor tulajdonom volt, és hogy az összes hagyatékom fölötti kizárólagos rendelkezési jog halálom percétől kezdve Görgey Istvánné, Dedinszky Aranka sógorasszonyomat illesse meg.
Kelt Budapesten 1892. évi május 18-án
Görgei Arthur s. k.”

Dedinszky Aranka tiszteletére zenemű is készült, amelyről a Vasárnapi Újság 1854–60-as összegyűjtött számaiban található alábbi hirdetés ad számot:
„Rózsavölgyinél „Aurelia” csárdás, zongorára s Návay Sándorné született Dedinszky Aurelia urhölgy (jól magyarul: asszony) nsgnak ajánlott zenemű jelent meg.
Szerzé Blaskovics Sándor. Ára 60 ujkr.”

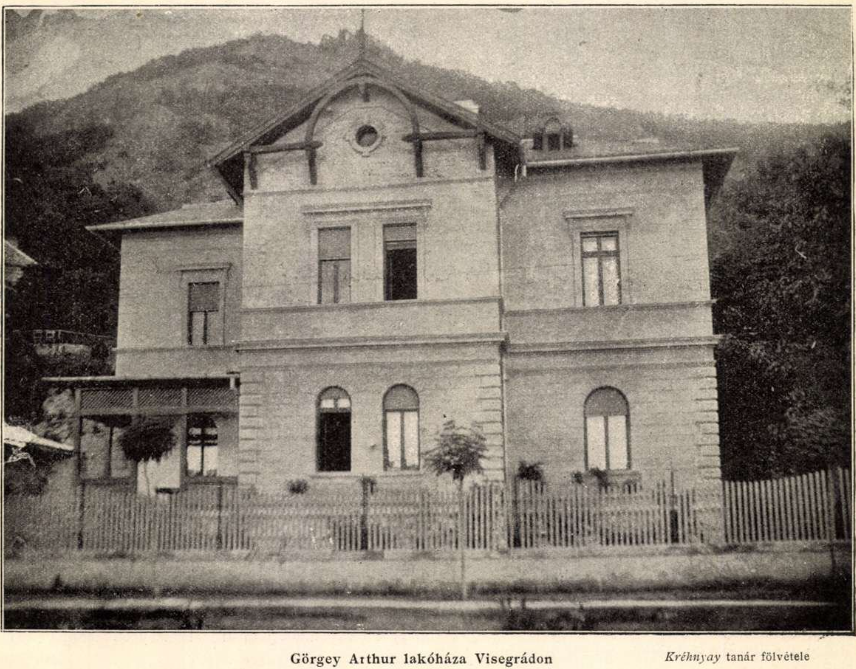
Dedinszky Aurélia villája Visegrádon

1889-ben vásárolta meg a visegrádi Duna-parton álló villát (ma: Fő utca 9.), amelyben jelenleg szálloda üzemel. Ebben az épületben töltötte Görgei Artúr utolsó éveit.
1920. március 1-jén bekövetkezett halála alkalmából a Budapesti Hírlapban hosszú méltatás jelent meg róla Kozma Andor tollából, amelyben hős magyar asszonynak jellemezte, aki negyven éven át nagy gondossággal ápolta Görgei Artúrt, a szabadságharc tábornokát. „A kihaló magyar hőskornak egy megemlékezésre méltó hős asszonya távozott.” Az Uj Nemzedék című napilapban megjelent méltatás szerint „Igazi típusa volt a régi magyar nemes asszonyoknak”. 1920. március 4-én temették el, az erről szóló híradás szerint „az elhunytat fián, két leányán s unokáin kívül a Görgey-, Dedinszky-, Návay-, Latinovits-, Sántha- és Jakobéy-családok gyászolták”.